# Combinatoria
La combinatoria, también llamada teoría coordinatoria, es una rama de la matemática perteneciente al área de matemáticas discretas que estudia la enumeración, construcción y existencia de propiedades de configuraciones que satisfacen ciertas condiciones establecidas. Además, estudia las ordenaciones o agrupaciones de un determinado número de elementos.
Los aspectos de la combinatoria incluyen contar las estructuras de un tipo y tamaño dado (combinatorias enumerativas), decidir cuándo pueden cumplirse ciertos criterios y construir y analizar objetos que cumplan los criterios (como en los diseños combinatorios y la teoría de matroides) encontrar objetos "más grandes", "más pequeños" u  estructuras combinatorias surgidas en un contexto algebraico, o aplicar técnicas algebraicas a problemas combinatorios (combinatoria algebraica).
Los problemas combinatorios surgen en muchas áreas de la matemática pura, especialmente en álgebra, teoría de probabilidades, topología y geometría, y la combinatoria también tiene muchas aplicaciones en la optimización matemática, la informática, la teoría ergódica y la física estadística.
Muchas cuestiones combinatoriales han sido históricamente consideradas aisladamente, dando una solución adecuada a un problema que surge en algún contexto matemático. A finales del siglo XX, sin embargo, se desarrollaron métodos teóricos poderosos y generales, convirtiendo la combinatoria en una rama independiente de las matemáticas por derecho propio. Una de las partes más antiguas y accesibles de la combinatoria es la teoría de grafos, que también tiene numerosas conexiones naturales a otras áreas. La combinatoria se utiliza con frecuencia en informática para obtener fórmulas y estimaciones en el análisis de algoritmos.

## Combinatoria
Para saber qué caso de combinatoria estamos tratando hay que determinar tres características:
- Si influye o no el orden de los elementos.
- Si el número de elementos disponibles en el conjunto(n) es igual o mayor de los presentes en cada suceso (r).
- Si se producen o no repeticiones en el suceso.

Ver el diagrama de la derecha. Se pueden diferenciar:
C: Combinaciones sin repetición.
V: Variaciones sin repetición.
P: Permutaciones sin repetición.
CR: Combinaciones con repetición.
VR: Variaciones con repetición.
PR: Permutaciones con repetición.

### Combinatoria sin repetición
La combinatoria estudia tres tipos de casos con elementos finitos: combinaciones, variaciones y permutaciones en este caso sin repetición, dado que cada elemento solo puede aparecer una sola vez en cada evento.
{\displaystyle {\text{Combinatoria sin repetición}}\left\{{\begin{array}{l}{\text{Combinaciones sin repetición}}\\{\text{Variaciones sin repetición}}\\{\text{Permutaciones sin repetición}}\end{array}}\right.}
Veamos estos casos:

#### Combinaciones sin repetición
Las combinaciones de n elementos tomados de r en r: posibles muestras sin orden de r elementos distintos que se pueden extraer de un conjunto de n elementos {\displaystyle (r\leq n)}.
El número de combinaciones de r elementos de un conjunto de n viene dado por el número binomial:
{\displaystyle C_{n}^{r}={\binom {n}{r}}={\frac {n!}{r!\cdot (n-r)!}}}
En la calculadora: con la tecla nCr se calcula {\displaystyle {\binom {n}{r}}} (que se lee “n sobre r”)
Ejemplo:
En una reunión de 8 personas debe nombrarse una comisión formada por dos de ellas. ¿Cuántas comisiones distintas podrían nombrarse?
Solución:
{\displaystyle C_{8}^{2}={\binom {8}{2}}={\cfrac {8!}{2!\cdot (8-2)!}}={\cfrac {8!}{2!\cdot 6!}}={\frac {8\cdot 7}{2\cdot 1}}=28}
comisiones distintas y serían estas, numerando a las personas del 1 al 8:
{\displaystyle {\begin{array}{|rr|rr|rr|rr|}\hline 1:&12&8:&23&15:&35&22:&48\\2:&13&9:&24&16:&36&23:&56\\3:&14&10:&25&17:&37&24:&57\\4:&15&11:&26&18:&38&25:&58\\5:&16&12:&27&19:&45&26:&67\\6:&17&13:&28&20:&46&27:&68\\7:&18&14:&34&21:&47&28:&78\\\hline \end{array}}}

#### Variaciones sin repetición
Las variaciones de n elementos tomados de r en r : posibles muestras ordenadas de r elementos distintos que se pueden extraer de un conjunto de n elementos, siendo {\displaystyle r\leq n}.
Su número:
{\displaystyle V_{n}^{r}={\cfrac {n!}{(n-r)!}}=n\cdot (n-1)\cdot (n-2)\dots (n-r+1)}
(r factores enteros consecutivos decrecientes a partir de n) 
En la calculadora: con la tecla nPr se calcula: : {\displaystyle V_{n}^{r}\,,\;siendo\;r\leq n}.
Notemos que: {\displaystyle V_{n}^{n}=P_{n}=n!}
Ejemplo:
En una carrera con 6 atletas, ¿de cuántas formas distintas podrían repartirse las medallas de oro y plata? 
Solución:
{\displaystyle V_{6}^{2}={\cfrac {6!}{(6-2)!}}={\cfrac {6!}{4!}}=6\cdot 5=30}
formas distintas y serían, numerando los dorsales del 1 al 6 y señalando primero el oro y segundo la plata:
{\displaystyle {\begin{array}{|rr|rr|rr|}\hline 1:&12&11:&31&21:&51\\2:&13&12:&32&22:&52\\3:&14&13:&34&23:&53\\4:&15&14:&35&24:&54\\5:&16&15:&36&25:&56\\6:&21&16:&41&26:&61\\7:&23&17:&42&27:&62\\8:&24&18:&43&28:&63\\9:&25&19:&45&29:&64\\10:&26&20:&46&30:&65\\\hline \end{array}}}

#### Permutaciones sin repetición
Las permutaciones de n elementos son las posibles ordenaciones de un conjunto de n elementos distintos.
Su número:
{\displaystyle P_{n}=n\cdot (n-1)\cdot (n-2)\cdot 3\cdot 2\cdot 1=n!}
(se lee “factorial de n”). Por convenio 0!=1
En la calculadora: con la tecla x! se calcula “factorial de x” , siendo x un número entero no negativo.
Ejemplo:
¿Cuántos números de 4 cifras distintas pueden escribirse con los dígitos 2, 3 , 5 y 8?
Solución:
{\displaystyle P_{4}=4!=4\cdot 3\cdot 2\cdot 1=24}
Hay 24 números y son:
{\displaystyle {\begin{array}{|rr|rr|rr|rr|}\hline 1:&2358&7:&3258&13:&5238&19:&8235\\2:&2385&8:&3285&14:&5283&20:&8253\\3:&2538&9:&3528&15:&5328&21:&8325\\4:&2583&10:&3582&16:&5382&22:&8352\\5:&2853&11:&3825&17:&5823&23:&8523\\6:&2835&12:&3852&18:&5832&24:&8532\\\hline \end{array}}}

### Combinatoria con repetición
La combinatoria con repetición estudia los casos de combinatoria en los que algunos elementos pueden aparecer más de una vez en un evento, como en el caso anterior se pueden ver: combinaciones, variaciones y permutaciones:
{\displaystyle {\text{Combinatoria con repetición}}\left\{{\begin{array}{l}{\text{Combinaciones con repetición}}\\{\text{Variaciones con repetición}}\\{\text{Permutaciones con repetición}}\end{array}}\right.}
Veamos estos casos:

#### Combinaciones con repetición
Las combinaciones con repetición de n elementos tomados de r en r: posibles muestras no ordenadas de r elementos no necesariamente distintos que se pueden extraer de un conjunto de n elementos.
Su número:
{\displaystyle CR_{n}^{r}={\binom {n+r-1}{r}}={\cfrac {(n+r-1)!}{r!(n-1)!}}}
Notemos que aquí puede ser r > n
Ejemplo:
Un banco ofrece un regalo a elegir entre 5 posibles regalos por cada cartilla. Un señor que tiene tres cartillas en dicho banco ¿de cuántas formas puede elegir el lote de tres obsequios si no le importa repetir regalos?
Solución:
{\displaystyle CR_{5}^{3}={\binom {(5+3-1)!}{3!(5-1)!}}={\binom {7*6*5*4*3!}{3!*4!}}={(7*3*2*5*2*2)}/{(2*2*3*2*1)}=35}
lotes distintos y son:
{\displaystyle {\begin{array}{|rr|rr|rr|rr|rr|}\hline 1:&1\;1\;1&8:&1\;2\;4&15:&1\;5\;5&22:&2\;3\;5&29:&3\;4\;4\\2:&1\;1\;2&9:&1\;2\;5&16:&2\;2\;2&23:&2\;4\;4&30:&3\;4\;5\\3:&1\;1\;3&10:&1\;3\;3&17:&2\;2\;3&24:&2\;4\;5&31:&3\;5\;5\\4:&1\;1\;4&11:&1\;3\;4&18:&2\;2\;4&25:&2\;5\;5&32:&4\;4\;4\\5:&1\;1\;5&12:&1\;3\;5&19:&2\;2\;5&26:&3\;3\;3&33:&4\;4\;5\\6:&1\;2\;2&13:&1\;4\;4&20:&2\;3\;3&27:&3\;3\;4&34:&4\;5\;5\\7:&1\;2\;3&14:&1\;4\;5&21:&2\;3\;4&28:&3\;3\;5&35:&5\;5\;5\\\hline \end{array}}}

#### Variaciones con repetición
Las variaciones con repetición de n elementos tomados de r en r: posibles muestras ordenadas de r elementos no necesariamente distintos que se pueden extraer de un conjunto de n elementos.
Su número:
{\displaystyle VR_{n}^{r}=n^{r}}
Notemos que aquí puede ser r > n
Ejemplo:
¿Cuántos números distintos de 3 cifras se escriben usando solamente las cifras 1, 2, 5 y 8 ?
Solución:
{\displaystyle VR_{4}^{3}=4^{3}=64}
números distintos y son:
{\displaystyle {\begin{array}{|rr|rr|rr|rr|rr|rr|rr|rr|}\hline 1:&111&9:&151&17:&211&25:&251&33:&511&41:&551&49:&811&57:&851\\2:&112&10:&152&18:&212&26:&252&34:&512&42:&552&50:&812&58:&852\\3:&115&11:&155&19:&215&27:&255&35:&515&43:&555&51:&815&59:&855\\4:&118&12:&158&20:&218&28:&258&36:&518&44:&558&52:&818&60:&858\\5:&121&13:&181&21:&221&29:&281&37:&521&45:&581&53:&821&61:&881\\6:&122&14:&182&22:&222&30:&282&38:&522&46:&582&54:&822&62:&882\\7:&125&15:&185&23:&225&31:&285&39:&525&47:&185&55:&825&63:&885\\8:&128&16:&188&24:&228&32:&288&40:&528&48:&588&56:&828&64:&888\\\hline \end{array}}}

#### Permutaciones con repetición
Las permutaciones con repetición son las posibles ordenaciones de una secuencia de n signos entre los que hay algunos repetidos (uno se repite x veces, otro y veces, otro z veces… etc.).
Su número:
{\displaystyle PR_{n}^{x,y,z,\dots }={\frac {n!}{x!\cdot y!\cdot z!\cdot \dots }}}
Notemos que:
{\displaystyle PR_{n}^{x,n-x}={\binom {n}{x}}}
Ejemplo:
¿Cuántos números distintos de 6 cifras se pueden escribir usando tres unos, dos cincos y un ocho?
Solución:
{\displaystyle PR_{6}^{3,2,1}={\frac {6!}{3!\cdot 2!\cdot 1!}}=60}
números distintos y son:
{\displaystyle {\begin{array}{|rr|rr|rr|rr|rr|rr|}\hline 1:&111558&11:&118515&21:&155811&31:&511158&41:&518151&51:&811155\\2:&111585&12:&118551&22:&158115&32:&511185&42:&518511&52:&811515\\3:&111855&13:&151158&23:&158151&33:&511518&43:&551118&53:&811551\\4:&115158&14:&151185&24:&158511&34:&511581&44:&551181&54:&815115\\5:&115185&15:&151518&25:&181155&35:&511815&45:&551811&55:&815151\\6:&115518&16:&151581&26:&181515&36:&511851&46:&558111&56:&815511\\7:&115581&17:&151815&27:&181551&37:&515118&47:&581115&57:&851115\\8:&115815&18:&151851&28:&185115&38:&515181&48:&581151&58:&851151\\9:&115851&19:&155118&29:&185151&39:&515811&49:&581511&59:&851511\\10:&118155&20:&155181&30:&185511&40:&518115&50:&585111&60:&855111\\\hline \end{array}}}

## Historia
Los conceptos básicos sobre la combinatoria y los resultados enumerativos han aparecido a lo largo del mundo antiguo. En el siglo VI a. C., en la antigua India, el médico Sushruta asegura en el Susruta-samhita que es posible formar 63 combinaciones a partir de 6 sabores distintos, tomados de uno en uno, de dos en dos, etc., así calculando todas las 26 − 1 posibilidades. El historiador griego Plutarco debatió con Crisipo de Solos (siglo III a. C.) e Hiparco de Nicea (siglo II a. C.) sobre un problema enumerativo un tanto delicado, el cual se demostró más adelante que guardaba relación con el número Schröder–Hiparcos.
En la Edad Media, la combinatoria continuó siendo estudiada, sobre todo fuera de la civilización Europea. El matemático indio Mahāvīra (c. 850) acuñó una fórmula para el número de permutaciones y combinaciones, y es posible que estas fórmulas ya resultaran familiares a los matemáticos indios a principios del siglo VI d. C. El filósofo y astrónomo Rabbi Abraham ibn Ezra (c. 1140) estableció la simetría de los coeficientes binomiales, mientras que una fórmula concreta fue hallada más adelante por el talmudista y matemático Gersónides, en 1321.
El triángulo aritmético —un diagrama gráfico mostrando las relaciones entre los coeficientes binomiales— ya había aparecido en tratados matemáticos tan atrás como el siglo X, y con el tiempo serían mejor conocidos como el Triángulo de Pascal.
Durante el Renacimiento, junto al resto de las matemáticas y las ciencias, la combinatoria disfrutó de un renacer. Trabajos de Pascal, Newton, Jacob Bernoulli y Euler se volvieron fundamentales en el emergente campo. En los tiempos modernos, los trabajos de J. J. Sylvester (a finales del siglo XIX) y Percy MacMahon (a principios del siglo XX) ayudaron a asentar las bases para la combinatoria enumerativa y combinatoria algebraica. La teoría de grafos también disfrutó de una explosión de interés al mismo tiempo, en especial conexión con el teorema de los cuatro colores.
En la segunda mitad del siglo XX, la combinatoria sufrió un crecimiento rápido, que llevó al establecimiento de docenas de nuevos diarios y conferencias sobre este tema. En parte, el crecimiento fue estimulado por las nuevas conexiones y aplicaciones en otros campos, desde álgebra hasta probabilidades, desde el análisis funcional a la teoría de números, etc. Estas conexiones terminaron por romper los bordes entre la combinatoria y partes de la matemática y la informática teórica, pero al mismo tiempo causó cierta fragmentación dentro del campo.

## Áreas de la combinatoria
No existe una clasificación tajante de lo que constituye una subárea, sino que todas comparten cierto grado de traslape entre sí, al igual que con otras ramas de la matemática discreta. Diferentes autores proponen varias divisiones de la combinatoria por lo que cualquier listado es meramente indicativo. Por ejemplo, algunos autores consideran la teoría de grafos como una subárea de la combinatoria, mientras que otros la consideran un área independiente.
Entre las subdivisiones más comunes se encuentran las siguientes:

### Combinatoria enumerativa
La combinatoria enumerativa es el área más clásica de la combinatoria y se concentra en contar el número de ciertos objetos combinatorios. Aunque contar el número de elementos en un conjunto es un problema matemático bastante amplio, muchos de los problemas que surgen en las aplicaciones tienen una descripción combinatoria relativamente simple. Los números de Fibonacci son el ejemplo básico de un problema en la combinatoria enumerativa. La forma de doce veces mayor proporciona un marco unificado para contar las permutaciones, combinaciones y particiones.

### Combinatoria analítica
La combinatoria analítica se refiere a la enumeración de estructuras combinatorias utilizando herramientas de análisis complejo y teoría de probabilidades. En contraste con la combinatoria enumerativa, que utiliza fórmulas combinatorias explícitas y funciones generadoras para describir los resultados, la combinatoria analítica tiene como objetivo obtener fórmulas asintóticas.

### Teoría de la partición
La teoría de la partición estudia diferentes problemas asintóticos y numerales relacionados con particiones enteras, y está estrechamente relacionada con las series, funciones especiales y polinomios ortogonales. Originalmente era una parte de la teoría numérica y el análisis, ahora se considera una parte de la combinatoria o un campo independiente. Incorpora el enfoque biyectivo y diversas herramientas en análisis y teoría analítica de números, y tiene conexiones con la mecánica estadística.

### Teoría de grafos
Los grafos son objetos básicos en la combinatoria. Las preguntas van desde el recuento (por ejemplo, el número de grafos en n vértices con bordes k) hasta estructurales (por ejemplo, qué grafos contienen ciclos hamiltonianos) a preguntas algebraicas (por ejemplo, dado un grafo G y dos números x e y, el "Polinomio Tutte" TG (x, y) ¿tiene una interpretación combinatoria?). Cabe señalar que, si bien hay conexiones muy fuertes entre la teoría de grafos y la combinatoria, a veces estos dos se consideran sujetos separados. Esto se debe al hecho de que mientras que los métodos combinatorios se aplican a muchos problemas de teoría de grafos, los dos se utilizan generalmente para buscar soluciones a diferentes problemas.

### Teoría del diseño
La teoría del diseño es un estudio de diseños combinatorios, que son colecciones de subconjuntos con ciertas propiedades de intersección. Los diseños de bloques son diseños combinatorios de un tipo especial. Esta área es una de las partes más antiguas de la combinatoria, como en el problema de la colegiala de Kirkman propuesto en 1850. La solución del problema es un caso especial de un sistema Steiner, cuyos sistemas juegan un papel importante en la clasificación de grupos finitos simples. El área tiene conexiones adicionales con la teoría de la codificación y la combinatoria geométrica.

### Geometría finita
La geometría finita es el estudio de sistemas geométricos que tienen solo un número finito de puntos. Los principales elementos estudiados son estructuras análogas a las encontradas en geometrías continuas (plano euclidiano, espacio proyectivo real, etc.) pero definidas combinatorialmente. Esta área proporciona una rica fuente de ejemplos para la teoría del diseño. No debe confundirse con la geometría discreta (geometría combinatoria).

### Teoría del orden
La teoría del orden es el estudio de conjuntos parcialmente ordenados, tanto finitos como infinitos. En el álgebra, la geometría, la teoría de números y en toda la teoría combinatoria y gráfica aparecen varios ejemplos de órdenes parciales. Algunas clases notables y ejemplos de órdenes parciales incluyen redes y álgebras booleanas.

### Teoría del matroide
La teoría del matroide abstrae parte de la geometría. Estudia las propiedades de conjuntos (generalmente, conjuntos finitos) de vectores en un espacio vectorial que no dependen de los coeficientes particulares en una relación de dependencia lineal. No solo la estructura sino también las propiedades enumerativas pertenecen a la teoría del matroide. La teoría del matroide fue introducida por Hassler Whitney y estudiada como parte de la teoría del orden. Ahora es un campo de estudio independiente con una serie de conexiones con otras partes de la combinatoria.

### Combinatoria extrema
La combinatoria extrema estudia las preguntas extremas sobre los sistemas de conjuntos. Los tipos de preguntas abordadas en este caso son sobre el mayor grafo posible que satisface ciertas propiedades. Por ejemplo, el mayor grafo libre de triángulos en 2n vértices es un grafo bipartito completo Kn, n. A menudo es demasiado difícil incluso para encontrar la respuesta extrema f(n) exactamente y solo se puede dar una estimación asintótica. La teoría de Ramsey es otra parte de la combinatoria extrema. Indica que cualquier configuración suficientemente grande contendrá algún tipo de orden. Es una generalización avanzada del principio del palomar.

### Combinatoria probabilística
En la combinatoria probabilística, las preguntas son del tipo siguiente: ¿cuál es la probabilidad de una cierta propiedad para un objeto aleatorio discreto, tal como un grafo al azar? Por ejemplo, ¿cuál es el número promedio de triángulos en un grafo al azar? Los métodos probabilísticos también se utilizan para determinar la existencia de objetos combinatorios con ciertas propiedades prescritas (para las cuales pueden ser difíciles de encontrar ejemplos explícitos), simplemente observando que la probabilidad de seleccionar aleatoriamente un objeto con esas propiedades es mayor que 0. Este enfoque (a menudo referido como el método probabilístico) demostró ser altamente eficaz en aplicaciones a la combinatoria extremal y a la teoría de los grafos. Un área estrechamente relacionada es el estudio de cadenas de Markov finitas, especialmente en objetos combinatorios. Aquí también se utilizan herramientas probabilísticas para estimar el tiempo de mezclado.
A menuda asociada con Paul Erdős, que hizo el trabajo pionero en el tema, la combinatoria probabilística fue vista tradicionalmente como un conjunto de herramientas para estudiar problemas en otras partes de la combinatoria. Sin embargo, con el crecimiento de las aplicaciones para el análisis de algoritmos en la informática, así como la probabilidad clásica, la teoría aditiva y probabilística de número, el área creció recientemente para convertirse en un campo independiente de la combinatoria.

### Combinatoria algebraica
La combinatoria algebraica es un área de matemáticas que emplea métodos de álgebra abstracta, notablemente teoría de grupo y teoría de representación, en varios contextos combinatorios y, a la inversa, aplica técnicas combinatorias a problemas en álgebra. La combinatoria algebraica está continuamente expandiendo su alcance, tanto en temas como en técnicas, y puede ser vista como el área de matemáticas donde la interacción de métodos combinatorios y algebraicos es particularmente fuerte y significativa.

### Combinatoria de palabras
La combinatoria de palabras trata de lenguajes formales. Se plantea de forma independiente dentro de varias ramas de las matemáticas, incluyendo la teoría de números, la teoría de grupos y la probabilidad. Tiene aplicaciones a la combinatoria enumerativa, al análisis fractal, a la informática teórica, a la teoría de los autómatas y a la lingüística. Aunque muchas aplicaciones son nuevas, la jerarquía clásica de clases de gramáticas formales de Chomsky-Schützenberger es quizás el resultado más conocido en el campo.

### Combinatoria geométrica
La combinatoria geométrica está relacionada con la geometría convexa y discreta, en particular la combinatoria poliédrica. Se pregunta, por ejemplo, cuántas caras de cada dimensión puede tener un politopo convexo. Las propiedades métricas de los politopos juegan también un papel importante. Por ejemplo: el teorema de Cauchy sobre la rigidez de los politopos convexos. También se consideran politopos especiales, como el permutohedra, el associahedra y los politopos de Birkhoff. Debemos tener en cuenta que la geometría combinatoria es un nombre anticuado para la geometría discreta.

### Combinatoria topológica
Los análogos combinatorios de conceptos y métodos en topología se usan para estudiar dibujo gráfico, división justa, particiones, conjuntos parcialmente ordenados, árboles de decisión, problemas de collar y teoría de Morse discreta. No debe confundirse con la topología combinatoria que es un nombre antiguo para la topología algebraica.

### Combinatoria aritmética
La combinatoria aritmética surgió de la interacción entre la teoría numérica, la combinatoria, la teoría ergódica y el análisis armónico. Se trata de estimaciones combinatorias asociadas con operaciones aritméticas (adición, sustracción, multiplicación y división). La combinatoria aditiva se refiere al caso especial cuando solo están involucradas las operaciones de suma y resta. Una técnica importante en la combinatoria aritmética es la teoría ergódica de los sistemas dinámicos.

### Combinatoria infinita
La combinatoria infinita, o teoría de conjuntos combinatoria, es una extensión de ideas en combinatoria a conjuntos infinitos. Es una parte de la teoría de conjuntos, un área de lógica matemática, pero utiliza herramientas e ideas tanto de la teoría de conjuntos como de la combinatoria extrema. Gian-Carlo Rota usó el nombre de combinatoria continua para describir la probabilidad geométrica, ya que hay muchas analogías entre el recuento y la medida.

### Combinatoria de conjuntos
La combinatoria de conjuntos es una rama de las matemáticas, la lógica matemática y la teoría de conjuntos que estudia la enumeración, construcción, existencia de propiedades de configuraciones que satisfacen ciertas condiciones establecidas relacionadas con los conjuntos, por lo cual estudia las ordenaciones o agrupaciones de un determinado número de elementos mediante diagramas de Euler, Leibniz, Venn y operaciones basadas en la teoría de conjuntos, los cuales aparecieron a lo largo de las interacciones numéricas elementales.

## Combinatoria enumerativa
La combinatoria enumerativa o enumeración estudia los métodos para contar (enumerar) las distintas configuraciones de los elementos de un conjunto que cumplan ciertos criterios especificados. 
Esta fue una de las primeras áreas de la combinatoria en ser desarrollada, y como otras áreas más recientes se estudian solo en cursos especializados, es común que se haga referencia a esta subárea cuando se menciona combinatoria en entornos escolares.
En todo problema combinatorio hay varios conceptos claves que debemos distinguir:
- 1. Población:

Se llama así al conjunto de los elementos que estamos estudiando. Designaremos con una m al número de elementos del conjunto.
- 2. Muestra:

Se trata de un subconjunto de la población. Se denominará con la letra n al número de elementos que forman la muestra.
Los tipos de la muestra vienen determinados por dos aspectos:
Orden
Determina si es importante o no que los elementos de la muestra aparezcan ordenados.
Repetición
La posibilidad de repetición o no de los elementos.
Ejemplo.
¿De cuántas formas se puede obtener 8 al tirar 2 dados?
Imagina que queremos contar de cuantas formas se puede obtener 8 al tirar un par de dados. Uno puede realizar el clásico diagrama de coordenadas:
Y concluir que hay 5 formas de obtener el 8. Con el mismo diagrama, podemos encontrar el resultado f(k) para cualquier suma k:
f(2)=1, f(3)=2, f(4)=3, f(5)=4, f(6)=5, f(7)=6, f(8)=5, f(9)=4, f(10)=3, f(11)=2, f(12)=1.
Pero ¿qué pasa si queremos tirar tres dados?, ¿cinco dados?, ¿20 dados?, ¿m dados? Ya no es práctico usar la representación de coordenadas, necesitamos un nuevo modelo.
Consideremos solo un dado. ¿De cuántas formas podemos obtener el valor k? Pues de una forma si k=1,2,3,4,5,6 y 0 de cualquier otra forma. Vamos a codificar todos los resultados posibles en una única expresión:
{\displaystyle a\,} + {\displaystyle \,a^{2}} + {\displaystyle \,a^{3}} + {\displaystyle \,a^{4}} + {\displaystyle \,a^{5}} + {\displaystyle \,a^{6}}.
Entre las cuentas, puede perder uno de punto de vista la idea central: estamos representando una sucesión de varios valores (formas de tirar un dado) mediante un solo objeto algebraico (un poliomio), y manipulaciones con este objeto nos dan información acerca de la combinatoria del problema.
El método puede modificarse para resolver problemas similares (por ejemplo, si quisiéramos saber de cuántas formas se puede obtener 30 al tirar 3 dados normales y dos dados en forma de icosaedro, intentaríamos encontrar el coeficiente de {\displaystyle \,a^{30}} en el desarrollo de ({\displaystyle a\,} + {\displaystyle \,a^{2}} + {\displaystyle \,a^{3}} + {\displaystyle \,a^{4}} + {\displaystyle \,a^{5}} + {\displaystyle \,a^{6}}){\displaystyle \,^{3}} · ({\displaystyle a\,} + {\displaystyle \,a^{2}} + {\displaystyle \,a^{3}} + … + {\displaystyle \,a^{20}}){\displaystyle \,^{2}}.
Este es un caso particular del método de funciones generadoras, en el que una serie de potencias representa una cantidad (posiblemente infinita) de valores de una sucesión.
Ejemplo.
Considérese el conjunto {\displaystyle S=\{A,E,I,O,U\}}. Podemos imaginar que estos elementos corresponden a tarjetas dentro de un sombrero.
- Un primer problema podría consistir en hallar el número de formas diferentes en que podemos sacar las tarjetas una después de otra (es decir, el número de permutaciones del conjunto).

Por ejemplo, dos formas distintas podrían ser: EIAOU o OUAIE.
- Después, se puede preguntar por el número de formas en que se puede sacar solo 3 tarjetas del sombrero (es decir, el número de 3-permutaciones del conjunto).

En este caso, ejemplos pueden ser IOU, AEI o EAI.
- También se puede preguntar sobre cuáles son los posibles grupos de 3 tarjetas que se pueden extraer, sin dar consideración al orden en que salen (en otras palabras, el valor de un coeficiente binomial).

Aquí, consideraríamos AOU y UAO como un mismo resultado.
- Otro problema consiste en hallar el número de formas en que pueden salir 5 tarjetas, una tras otra, pero en cada momento se regresa la tarjeta escogida al sombrero.

En este problema los resultados posibles podrían ser EIOUO, IAOEU o IEAEE.
La combinatoria enumerativa estudia las técnicas y métodos que permiten resolver problemas anteriores, así como otros más complejos, cuando el número de elementos del conjunto es arbitrario. De esta forma, en el primer ejemplo la generalización correspondiente es determinar el número de formas en que se pueden ordenar todos los elementos de un conjunto con n elementos, siendo la respuesta el factorial de n.

## Combinatoria extremal
El enfoque aquí es determinar qué tan grande o pequeña debe ser una colección de objetos para que satisfaga una condición previamente establecida; 
Ejemplo.
Considérese un conjunto S. con n elementos. A continuación se empieza a hacer un listado de subconjuntos de tal manera que cualquier pareja de subconjuntos del listado tenga algún elemento en común.
Para esclarecer, sea {\displaystyle S=\{A,B,C,D\}} y un posible listado de subconjuntos podría ser
{\displaystyle \{B,C\},\{A,B\},\{A,B,C,D\},\{B,D\},\ldots }
Conforme aumenta el listado (y dado que hay una cantidad finita de opciones), el proceso se hace cada vez más complicado. Por ejemplo, no podríamos añadir el conjunto {A, D} al listado pues aunque tiene elementos en común con los últimos 3 subconjuntos del listado, no comparte ningún elemento con el primero.
La pregunta sobre qué tan grande puede hacerse el listado de forma que cualquier pareja de subconjuntos tenga un elemento en común es un ejemplo de problema de combinatoria extremal (o combinatoria extrema). La respuesta a este problema es que si el conjunto original tiene n elementos, entonces el listado puede tener como máximo {\displaystyle 2^{n-1}} subconjuntos.

## Campos relacionados

### Optimización combinatoria
La optimización combinatoria es el estudio de la optimización de objetos discretos y combinatorios. Comenzó como parte de la teoría combinatoria y la teoría de grafos, pero ahora se ve como una rama de la matemática aplicada y la informática, relacionada con la investigación de operaciones, la teoría de algoritmos y la teoría de la complejidad computacional.

### Teoría de la codificación
La teoría de la codificación comenzó como parte de la teoría del diseño con construcciones combinatoriales tempranas de códigos correctores de errores. La idea principal del tema es diseñar métodos eficientes y confiables de transmisión de datos. Ahora es un gran campo de estudio, parte de la teoría de la información.

### Geometría discreta y computacional
La geometría discreta (también llamada geometría combinatoria) también comenzó como una parte de la combinatoria, con resultados tempranos en politopos convexos y "números cercanos". Con la aparición de aplicaciones de geometría discreta a la geometría computacional, estos dos campos se fusionaron parcialmente y se convirtieron en un campo de estudio independiente. Siguen existiendo muchas conexiones con combinatorias geométricas y topológicas, que pueden ser vistas como consecuencia de la geometría discreta temprana.

### Combinatoria y sistemas dinámicos
Los aspectos combinatorios de los sistemas dinámicos son otro campo emergente. Aquí se pueden definir sistemas dinámicos sobre objetos combinatorios. Véase, por ejemplo, el sistema dinámico de grafos.

### Combinatoria y física
Hay interacciones cada vez mayores entre la combinatoria y la física, particularmente la física estadística. Los ejemplos incluyen una solución exacta del modelo de Ising, y una conexión entre el modelo de Potts en una mano, y los polinomios cromáticos y de Tutte por otra parte.

## Cardinalidad de la Unión de Conjuntos

### Principio de la suma

#### Paraconjuntos disjuntos
Sean {\displaystyle A_{1}} y {\displaystyle A_{2}} conjuntos disjuntos ({\displaystyle A_{1}\cap A_{2}=\varnothing }) entonces: {\displaystyle |A_{1}\cup A_{2}|=|A_{1}|+|A_{2}|}
Tal y como enuncia El Principio de la Suma: 
| El número de elementos en una unión de conjuntos disjuntos es igual a la suma de los tamaños de todos los conjuntos |

Este principio se puede demostrar por inducción sobre el número de conjuntos. 
La demostración puede empezar basándose en que los conjuntos {{\displaystyle 0,1,2,3,...,m-1}} y {{\displaystyle n,n+1,...,n+m-1}}. Este principio puede extenderse a tres o más conjuntos, en tal caso, dice que si {\displaystyle A_{1},A_{2},...,A_{n}} son conjuntos disjuntos dos a dos ({\displaystyle A_{i}\cap A_{j}=\varnothing } para {\displaystyle i\neq j}):
{\displaystyle |A\cup A_{2}\cup A_{3}...\cup A_{n}|=|A_{1}|+|A_{2}|+...+|A_{n}|}
Aun así, el principio de la suma puede enunciarse como:
| Si una primera tarea se puede realizar de {\displaystyle n_{1}} formas y una segunda tarea se puede realizar de {\displaystyle n_{2}} formas suponiendo que las dos tareas son incompatibles, entonces, hay {\displaystyle n_{1}} + {\displaystyle n_{2}} formas de realizar una de las dos tareas. |

#### Para conjuntos no disjuntos
Sean {\displaystyle A_{1}} y {\displaystyle A_{2}} dos conjuntos ({\displaystyle A_{1}\cap A_{2}\neq \varnothing }) entonces: {\displaystyle |A_{1}\cup A_{2}|=|A_{1}|+|A_{2}|-|A_{1}\cap A_{2}|}
Para demostrar este enunciado se puede empezar suponiendo que {\displaystyle A_{1}=(A_{1}\backslash A_{2})\cup (A_{1}\cap A_{2})} con {\displaystyle (A_{1}\backslash A_{2})\cap (A_{1}\cap A_{2})=\varnothing } luego {\displaystyle |A_{1}|=|A_{1}\backslash A_{2}|+|A_{1}\cap A_{2}|}                                        provocando que:{\displaystyle |A_{1}\backslash A_{2}|=|A_{1}|-|A_{1}\cap A_{2}|}
Dado que {\displaystyle A_{1}\cup A_{2}=(A_{1}\backslash A_{2})\cup (A_{1}\cap A_{2})\cup (A_{2}\backslash A_{1})}:
{\displaystyle |A_{1}\cup A_{2}|=|A_{1}\backslash A_{2}|+|A_{1}\cap A_{2}|+|A_{2}\backslash A_{1}|=|A_{1}|-|A_{1}\cap A_{2}|+|A_{1}\cap A_{2}|+|A_{2}|-|A_{1}\cap A_{2}|=|A_{1}|+|A_{2}|-|A_{1}\cap A_{2}|}

### Principio del producto
Sean {\displaystyle A_{1}} y {\displaystyle A_{2}} dos conjuntos: {\displaystyle |A_{1}\times A_{2}|=|A_{1}|\cdot |A_{2}|}.
Para demostrar este enunciado se debe encontrar una biyección entre {{\displaystyle 0,1,...,m+n-1}} y  {{\displaystyle 0,1,...,m-1}} {\displaystyle \times }{{\displaystyle 0,1,...,n-1}}. La biyección vendría dada por {\displaystyle a\mapsto (a{\bmod {b}},a} div {\displaystyle m)}.
El principio puede generalizarse a tres o más conjuntos obteniéndose: {\displaystyle |A_{1}\times A_{2}\times ...\times A_{m}|=|A_{1}|\cdot |A_{2}|...|A_{m}|}
Además, este principio puede ser enunciado de la siguiente manera:
| Si una tarea podemos dividirla en dos o más tareas consecutivas de forma que hay {\displaystyle n_{1}} formas de realizar la primera tarea, y {\displaystyle n_{2}} formas de realizar la segunda tarea, entonces hay {\displaystyle n_{1}n_{2}}formas de completar la tarea. |

### Generalización del principio de Inclusión-Exclusión
Sea S un conjunto finito {\displaystyle |S|=N} y {\displaystyle p_{1},p_{2},...,p_{k}} una colección de propiedades o condiciones que son cumplidas por al menos un elemento del conjunto S. 
Se indica mediante {\displaystyle {\overline {p_{i}}}} que no cumpla la propiedad  {\displaystyle p_{i}}. 
De esta manera {\displaystyle N(p_{i})} es el número de elementos de S que cumplen {\displaystyle p_{i}} y {\displaystyle N({\overline {p_{i}}})=N-N(p_{i})} es el número de elementos de S que no cumplen {\displaystyle p_{i}}. 
El número de elementos de S que no cumplen ninguna propiedad {\displaystyle p_{i},1\leq i\leq k} será:
{\displaystyle {\overline {N}}=N({\overline {p}}_{1}{\overline {p}}_{2}{\overline {p}}_{3}...{\overline {p}}_{k})=N-\sum _{1\leq i\leq k}N(p_{i})+\sum _{1\leq i,j\leq k}N(p_{i}p_{j})+...+(-1)^{k}N(p_{1}p_{2}...p_{k})}

## Binomio de Newton
Dados dos números a, b ∈ R sabemos que el desarrollo del cuadrado del binomio a + b viene dado por: (a + b)2 = a2 + 2ab + b2. 
Podemos reescribir este desarrollo como: 
{\displaystyle (a+b)^{2}={\binom {2}{0}}a^{0}b^{2}+{\binom {2}{1}}a^{1}b^{1}+{\binom {2}{2}}a^{2}b^{0}=\sum _{k=0}^{2}{\binom {2}{k}}a^{k}b^{2-k}}
Análogamente para el desarrollo del cubo de un binomio: 
(a + b)3 = a3 + 3a2b + 3ab2 + b3 que también puede reescribirse como:
{\displaystyle (a+b)^{3}={\binom {3}{0}}a^{0}b^{3}+{\binom {3}{1}}a^{1}b^{2}+{\binom {3}{2}}a^{2}b^{1}+{\binom {3}{3}}a^{3}b^{0}=\sum _{k=0}^{3}{\binom {3}{k}}a^{k}b^{3-k}}
La fórmula del binomio de Newton generaliza lo anterior al desarrollo de cualquier potencia natural de un binomio y se expresa de la siguiente manera.

### Teorema 1 (Fórmula del binomio de Newton)
Para cualesquiera números a, b ∈ R y cualquier número n ∈ N se verifica: 
{\displaystyle (a+b)^{n}=\sum _{k=0}^{n}{\binom {n}{k}}a^{k}b^{n-k}}

#### Demostración
Por inducción respecto de n demostraremos que la proposición 
{\displaystyle p(n):\forall a,b\epsilon R,(a+b)^{n}=\sum _{k=0}^{n}{\binom {n}{k}}a^{k}b^{n-k}} es verdadera para todo número natural n. 
Paso base: Probemos que p(1) es V.
{\displaystyle p(1):\forall a,b\epsilon R,(a+b)^{1}=\sum _{k=0}^{1}{\binom {1}{k}}a^{k}b^{1-k}}
El miembro izquierdo de la igualdad es simplemente a + b. El miembro derecho es: 
{\displaystyle {\binom {1}{0}}a^{0}b^{1}+{\binom {1}{1}}a^{1}b^{0}=a+b} de modo que p(1) es verdadera. 
(HI)Hipótesis inductiva: Supongamos que p(n) es verdadera. 
Ahora probaremos que necesariamente p(n + 1) es verdadera, bajo el supuesto (HI). Para ello procedemos así:
{\displaystyle (a+b)^{n+1}=(a+b)(a+b)^{n}=(a+b)\sum _{k=0}^{n}{\binom {n}{k}}a^{k}b^{n-k}=}
{\displaystyle =a\sum _{k=0}^{n}{\binom {n}{k}}a^{k}b^{n-k}+b\sum _{k=0}^{n}{\binom {n}{k}}a^{k}b^{n-k}=}
{\displaystyle =\sum _{k=0}^{n}{\binom {n}{k}}a^{k+1}b^{n-k}+\sum _{k=0}^{n}{\binom {n}{k}}a^{k}b^{n-k+1}=}
{\displaystyle =\sum _{j=1}^{n+1}{\binom {n}{j-1}}a^{j}b^{n-j+1}+\sum _{j=0}^{n}{\binom {n}{j}}a^{j}b^{n-j+1}=}
{\displaystyle ={\binom {n}{n}}a^{n+1}+\sum _{j=1}^{n}{\binom {n}{j-1}}a^{j}b^{n-j+1}+{\binom {n}{0}}b^{n+1}+\sum _{j=1}^{n}{\binom {n}{j}}a^{j}b^{n-j+1}=}
{\displaystyle ={\binom {n}{0}}b^{n+1}+\{\sum _{j=1}^{n}[{\binom {n}{j-1}}+{\binom {n}{j}}]a^{j}b^{n-j+1}\}+{\binom {n}{n}}a^{n+1}=}
{\displaystyle ={\binom {n}{0}}b^{n+1}+\sum _{j=1}^{n}{\binom {n+1}{j}}a^{j}b^{n-j+1}+{\binom {n}{n}}a^{n+1}=}
{\displaystyle ={\binom {n+1}{0}}a^{0}b^{n+1}+\sum _{j=1}^{n}{\binom {n+1}{j}}a^{j}b^{n-j+1}+{\binom {n+1}{n+1}}a^{n+1}b^{0}=}
{\displaystyle =\sum _{j=0}^{n+1}{\binom {n+1}{j}}a^{j}b^{n+1-j}=}
que muestra que p(n + 1) es verdadera. Luego, por inducción completa p(n) es verdadera para todo n ∈ N.

## Principios de la Combinatoria

### Principio fundamental de conteo
El principio fundamental de conteo establece que si hay p formas de hacer una cosa, y q formas de hacer otra cosa, entonces hay p × q formas de hacer ambas cosas.
Ejemplo 1:
Suponga que tiene 3 camisas (llamémoslas A, B, y C), y 4 pares de pantalones (llamémoslos w , x , y , y z ). Entonces Usted tiene
3 × 4 = 12
combinaciones posibles:
A w , A x , A y , A z
B w , B x , B y , B z
C w , C x , C y , C z
Ejemplo 2:
Suponga que lanza un dado de 6 caras y saca una carta de un mazo de 52 cartas. Hay 6 resultados posibles con el dado, y 52 resultados posibles con el mazo de cartas. Así, hay un total de
6 × 52 = 312 resultados posibles del experimento.
El principio de conteo puede extenderse a situaciones donde tenga más de 2 opciones. Por ejemplo, si hay p formas de hacer una cosa, q formas para una segunda cosa, y r formas de hacer una tercera cosa, entonces hay p × q × r formas de hacer las tres cosas.

### Principio de la Multiplicación
Si se desea realizar una actividad que consta de r pasos, en donde el primer paso de la actividad a realizar puede ser llevado a cabo de N1 maneras o formas, el segundo paso de N2 maneras o formas y el r-ésimo paso de Nr maneras o formas, entonces esta actividad puede ser llevada a efecto de. El principio multiplicativo implica que cada uno de los pasos de la actividad deben ser llevados a efecto, uno tras otro. Si un evento E1 puede suceder de n1 maneras diferentes, el evento E2 puede ocurrir de n2 maneras diferentes, y así sucesivamente hasta el evento Ep el cual puede ocurrir de np maneras diferentes, entonces el total de maneras distintas en que puede suceder el evento “ocurren E1 y E2…..y Ep” es igual a producto.
N1 x N2 x ..........x  Nr  maneras o formas
Ejemplo:
Se dispone de 3 vías para viajar de C1 a C2   y de 4 vías para viajar de C2 a C1. ¿De cuántas formas se puede organizar el viaje de ida y vuelta de C1 a C2.Respuesta: (3)(4)=12

### Principio Aditivo
Si se desea llevar a efecto una actividad, la cual tiene formas alternativas para ser realizada, donde la primera de esas alternativas puede ser realizada de M maneras o formas, la segunda alternativa puede realizarse de N maneras o formas ..... y la última de las alternativas puede ser realizada de W maneras o formas, entonces esa actividad puede ser llevada  a cabo de,
                       M + N + .........+ W  maneras o formas
Ejemplos:
1)      Una persona desea comprar una lavadora de ropa, para lo cual ha pensado que puede seleccionar de entre las marcas Whirpool, Easy y General Electric, cuando acude a hacer la compra se encuentra que la lavadora de la marca W se presenta en dos tipos de carga ( 8 u 11 kilogramos), en cuatro colores diferentes y puede ser automática o semiautomática, mientras que la lavadora de la marca E, se presenta en tres tipos de carga (8, 11 o 15 kilogramos), en dos colores diferentes y puede ser automática o semiautomática y la lavadora de la marca GE, se presenta en solo un tipo de carga, que es de 11 kilogramos, dos colores diferentes y solo hay semiautomática. ¿Cuántas maneras tiene esta persona de comprar una lavadora?
Solución:
M = Número de maneras de seleccionar una lavadora Whirpool
N = Número de maneras de seleccionar una lavadora de la marca Easy
W = Número de maneras de seleccionar una lavadora de la marca General Electric 
M = 2 x 4 x 2 = 16 maneras
N = 3 x 2 x 2 = 12 maneras
W = 1 x 2 x 1 = 2 maneras
M + N + W = 16 + 12 + 2 = 30 maneras de seleccionar una lavadora

### Principio de la Suma o de la Adición
Si una primera operación puede realizarse de m maneras y una segunda operación de n maneras, entonces una operación o la otra pueden efectuarse de:
                     m+n maneras.
Ejemplo:
Una pareja que se tiene que casar, junta dinero para el enganche de su casa, en el fraccionamiento lomas de la presa le ofrecen un modelo económico o un condominio, en el fraccionamiento Playas le ofrecen un modelo económico como modelos un residencial, un californiano y un provenzal. ¿Cuántas alternativas diferentes de vivienda le ofrecen a la pareja?
PRESA                     PLAYAS
Económico             Residencial
Condominio           Californiano
                             Provenzal
  m=2                           n=3            b=7        v=9         e=3      q=1        x=54           p=67        y=90       
          2+3= 5 maneras

### Principio de permutación
A diferencia de la fórmula de la multiplicación, se la utiliza para determinar el número de posibles arreglos cuando solo hay un solo grupo de objetos. Permutación: un arreglo o posición de r objetos seleccionados de un solo grupo de n objetos posibles. Si nos damos cuenta los arreglos a, b, c y b, a, c son permutaciones diferentes, la fórmula que se utiliza para contar el número total de permutaciones distintas es: 
                                             FÓRMULA: n P r = n!/(n - r)!
Ejemplo: ¿Cómo se puede designar los cuatro primeros lugares de un concurso, donde existen 15 participantes?
Aplicando la fórmula de la permutación tenemos:                                         
n P r = n! (n - r)! = 15! = 15*14*13*12 *11*10*9*8*7*6*5*4*3*2*1 /(15-4)! 11*10*9*8*7*6*5*4*3*2*1 = 32760
Donde:
n= número total de objetos
r= número de objetos seleccionados
!= factorial, producto de los números naturales entre 1 y n.
NOTA: se pueden cancelar números cuando se tienen las mismas cifras en numerador y denominador.

### Principio de combinación
En una permutación, el orden de los objetos de cada posible resultado es diferente. Si el orden de los objetos no es importante, cada uno de estos resultados se denomina combinación. Por ejemplo, si se quiere formar un equipo de trabajo formado por 2 personas seleccionadas de un grupo de tres (A, B y C). Si en el equipo hay dos funciones diferentes, entonces si importa el orden, los resultados serán permutaciones. Por el contrario si en el equipo no hay funciones definidas, entonces no importa el orden y los resultados serán combinaciones. Los resultados en ambos casos son los siguientes:
Permutaciones: AB, AC, BA, CA, BC, CB
Combinaciones: AB, AC, BC
Combinaciones: Es el número de formas de seleccionar r objetos de un grupo de n objetos sin importar el orden.
La fórmula de combinaciones es:
                                  n C r = n! / [r!(n – r)!]
Ejemplo: En una compañía se quiere establecer un código de colores para identificar cada una de las 42 partes de un producto. Se quiere marcar con 3 colores de un total de 7 cada una de las partes, de tal suerte que cada una tenga una combinación de 3 colores diferentes. ¿Será adecuado este código de colores para identificar las 42 partes del producto?
Usando la fórmula de combinaciones:
```
                n! = 7! = 5040
                r! (n – r )! =  3! (7 – 3)! = 3! 4! =6 * 24 = 144
```

Entonces:        n C r = 5040 / 144 =35
El tomar tres colores de 7 posibles no es suficiente para identificar las 42 partes del producto.